# موتورعيسي ايزدي (جهاد أباد كرمان)
موتورعيسي ايزدي (بالإنجليزية: Mowtowr-e Ayisi Ayzadi)‏ هي منطقة سكنية تقع في إيران في البلدة المركزية. يقدر عدد سكانها بـ 77 نسمة .